# سارا غريغوري
سارا غريغوري (بالإنجليزية: Sara Gregory)‏ هي ممثلة بريطانية، ولدت في 19 أغسطس 1986 في المملكة المتحدة. بدأت مشوارها المهني سنة 2003.

## أعمال

### أفلام
- (2013) أنا الأخرى[3]

## وصلات خارجية
- سارا غريغوري على موقع IMDb (الإنجليزية)
- سارا غريغوري على موقع قاعدة بيانات الفيلم (الإنجليزية)